# Medgyes Péter
Medgyes Péter (Budapest, 1945. augusztus 6. –) nyelvtanár, nyelvkönyvíró, alkalmazott nyelvész, diplomata, a neveléstudomány doktora, az Eötvös Loránd Tudományegyetem Bölcsészettudományi Kar Angol–Amerikai Intézet professor emeritusa. A magyarországi nyelvtanárképzés megreformálója, a nemzetközi hírű hároméves intenzív angoltanárképzés létrehozója, a Duke of Edinburgh könyvpályázat nyertese, A Brit Birodalom Rendje Parancsnoki Fokozat kitüntetettje. Magyarországon elsőként szerzett akadémiai doktori (D.Sc.) fokozatot nyelvpedagógiából.

## Szakmai pályafutása
Az angol–orosz szakos diploma megszerzése után az ELTE Radnóti Miklós Gyakorlóiskolában dolgozott tanárként, majd vezetőtanárként. 15 év közoktatási tapasztalat birtokában került át az ELTE Bölcsészettudományi Kar Angol Tanszékére. A rendszerváltás után megalapította, majd sok éven keresztül vezette az ELTE Angol Tanárképző Központját, közben rektorhelyettesnek választották. Az akadémiai doktori fokozat megszerzését követően egyetemi tanárnak nevezték ki. 2013 óta professor emeritus, de néhány kurzus erejéig mindmáig oktat.
42 könyve és mintegy 150 tanulmánya jórészt idehaza, az Egyesült Államokban és Nagy-Britanniában jelent meg. Világszerte keresett előadó: félszáz országban tartott plenáris előadást. Számos hazai és nemzetközi szakfolyóirat szerkesztőbizottságában dolgozott; három éven át főszerkesztőként gondozta a Modern Nyelvoktatás című folyóiratot.
Több éven át a Brit-Magyar Baráti Társaság főtitkára volt, tanácsadóként több alkalommal rész vett az UNESCO és az Európa Tanács tudományos bizottságainak munkájában, később elnyerte a brit székhelyű International Association of Teachers of English as a Foreign Language (magyarul: Angoltanárok Nemzetközi Szervezetének, IATEFL) elnöki tisztét. Az általa alapított Angoltanárok Nemzetközi Szervezete magyar tagozatának (IATEFL-Hungary) védnöke, a Magyar Alkalmazott Nyelvészek és Nyelvtanárok Egyesületének volt alelnöke, három évtizede tagja az MTA Pedagógiai Szakbizottságának.
A Művelődési és Közoktatási, illetve az Oktatási Minisztérium helyettes államtitkáraként tevékeny szerepet játszott a londoni és a New York-i magyar kulturális központ, valamint a budapesti kínai-magyar két tanítási nyelvű általános iskola létrehozásában. Szakmai irányításával kelt életre a Világ – Nyelv program és a Nyelvi előkészítő év. 2005-től 2009-ig Magyarország damaszkuszi rendkívüli és meghatalmazott nagyköveteként szolgált.

## Kötetei
- Linda and the Greenies; Tankönyvkiadó, Bp., 1984
- Medgyes Péter–Helen Thomas: Osztály, vigyázz! Iskolai kifejezések gyűjteménye angol és magyar nyelven; Tankönyvkiadó, Bp., 1985
- Medgyes Péter–Rob Nolasco: When in Britain; Oxford University Press, 1990
- The non-native teacher; Macmillan, 1994
- A kommunikatív nyelvoktatás; Eötvös, Bp., 1995
- Medgyes Péter–Angi Malderez (szerk.): Changing perspectives in teacher education; Heinemann, 1996
- A nyelvtanár. A nyelvtanítás módszertana. Dialógus; jegyz., feladatok Major Éva; Corvina, Bp., 1997 (Egyetemi könyvtár)
- Laughing matters: Humour in the language classroom; Cambridge University Press, 2002
- Medgyes Péter–Major Éva: A nyelvtanár. A nyelvtanítás módszertana. Dialógus; 2. átdolg. kiad.; Corvina, Bp., 2004 (Egyetemi könyvtár)
- Mi ebben a vicc? Angol–magyar humor nyelvtanulóknak; Corvina, Bp., 2008
- Aranykor. Nyelvoktatásunk két évtizede, 1989-2009; Nemzeti Tankönyvkiadó, Bp., 2011
- Töprengések a nyelvtanításról; Eötvös, Bp., 2015
- The non-native teacher; 3. kiadás; Swan Communication, 2017
- Világgá mentem, avagy hogy kerül egy angoltanár 100 országba?; Corvina, Bp., 2018
- Milyen a jó előadó?; Corvina, Bp., 2020

## Díjak, elismerések

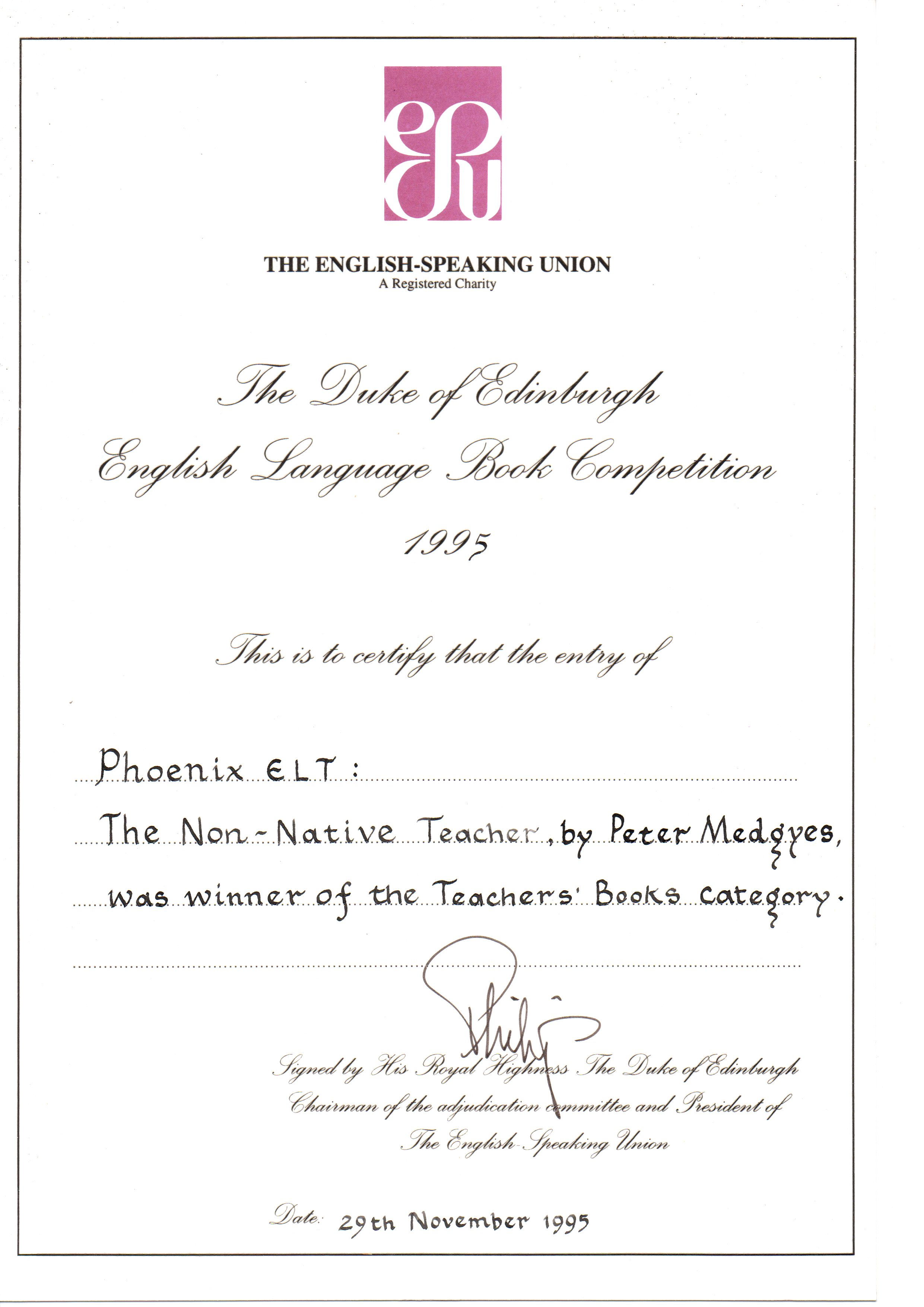
Medgyes Péter könyve, a The Non-Native Teacher nyerte el a Duke of Edinburgh könyvpályázat fődíját Nagy-Britanniában 1995-ben. A képen az ezt tanúsító oklevél látható.

- tankönyvszerzői nívódíj (1979, 1986)
- országos nyelvi szoftverpályázat fődíja (1987)
- Soros kutatói ösztöndíj (USA) (1987)
- Fulbright vendégtanári ösztöndíj (USA) (1988-1989)
- OTKA kutatói pályázatok (1991–2002)
- vendégprofesszor a lancasteri egyetemen (Nagy-Britannia) (1993-94)
- a Duke of Edinburgh könyvpályázat fődíja (Nagy-Britannia) (1995)
- a magyar köztársasági elnök arany emlékérme (1998)
- a State University of New York díszdoktora (USA) (1998)
- a Brit Birodalom Rendje Parancsnoki Fokozata (Nagy-Britannia) (1999)
- Széchenyi Professzori Ösztöndíj (1999–2002)
- a Libanoni–Magyar Baráti Társaság elismerő oklevele (Libanon) (2006)
- a szír államelnök emlékérme (Szíria) (2009)
- az Eötvös Loránd Tudományegyetem emlékérme (2013)
- a Magyar Alkalmazott Nyelvészek Egyesületének Brassai Sámuel-díja (2017)
- a Ben Warren-könyvpályázat szűkített listáján jelölt (Spanyolország) (2018)

## Családja
Felesége, Árva Valéria egyetemi docens. Három gyermeke Réka (1971), Kata (1975) és Bálint (2001).

## Interjúk
- Shäffer Erzsébet interjúja Medgyes Péterrel: “A tanítás szerelemszakma”. Gyermekünk, 1980. április.
- Gábor István interjúja Medgyes Péterrel: “A nyelvtanulást nem nyújtja tálcán a műhold”. Magyar Nemzet, 1988. február 25.
- Hárságyi Margit televíziós interjúja Medgyes Péterrel. Téma: FIPLV kongresszus Pécsett. MTV Pécsi Körzeti Stúdió, 1991. augusztus 22.
- Osztovics Ágnes interjúja Medgyes Péterrel: “A nem anyanyelvi tanár meghódította az angolokat”. Magyar Nemzet, 1995. december 18.
- Ian Marvin interviews Péter Medgyes: “Peter blazes trail for non-native trainers”. EL Gazette, July 1996.
- Békés Pál rádiós interjúja Medgyes Péterrel és Vajda Miklóssal. Korzó, Petőfi Rádió, 1997. augusztus 10.
- Kepes András televíziós interjúja Huszti Péterrel, Medgyes Péterrel és Vásáry Tamással. Desszert, 1998. május.
- Beszélgetés Medgyes Péter volt damaszkuszi nagykövettel: “Jól működő, stabil diktatúra volt”. 2000, 2012. június.
- Rangos Katalin televíziós interjúja Medgyes Péterrel. Szabad Sáv, Klubrádió, 2014. március 20.
- Révész Sándor interjúja Medgyes Péterrel: “Tanárok tanára”. Népszabadság, 2014. május 13.
- Major Éva interjúja Medgyes Péterrel: “Mázlista vagyok”. Modern Nyelvoktatás, 2015. április
- Szunyogh Szabolcs rádiós interjúja Medgyes Péterrel. Tűréshatár, Klubrádió, 2020. december 21.